# Psilocerea virescens
Psilocerea virescens là một loài bướm đêm trong họ Geometridae.